# Centre Island, Nunavut
Centre Island är en ö i Kanada.   Den ligger i territoriet Nunavut, i den östra delen av landet, 2 300 km nordväst om huvudstaden Ottawa. Arean är 10,4 kvadratkilometer.
Terrängen på Centre Island är mycket platt. Öns högsta punkt är 32 meter över havet. Den sträcker sig 5,2 kilometer i nord-sydlig riktning, och 3,2 kilometer i öst-västlig riktning.